# Ascensor Villaseca
El ascensor Villaseca es uno de los 30 ascensores que forman parte de la historia de la ciudad de Valparaíso, Chile. Su construcción comenzó en 1913 y fue inaugurado ese mismo año, un 18 de octubre. Se cae en el error que se comenzó a construir en 1907, pero ese fue el primer permiso que se solicitó para su construcción el cual quedó sin ejecutar. Fue declarado Monumento Nacional de Chile, en la categoría de Monumento Histórico, mediante el Decreto Exento n.º 866, del 1 de septiembre de 1998.

## Historia

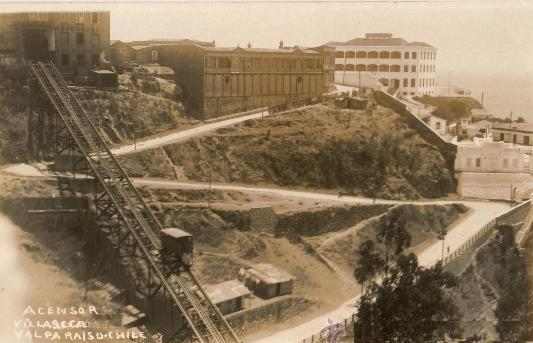
El ascensor en 1921

El ascensor se construyó a mediados de 1913, siendo inaugurado el 18 de octubre de ese mismo año. En 1907, se solicitó el primer permiso para su instalación, el cual, no fue ejecutado. Está detenido desde el 2006, debido a la construcción del túnel que pasa por el interior del cerro Artillería; ya que para dicha obra se debió dinamitar el cerro siendo necesario detener el funcionamiento del ascensor Villaseca, para evitar poner en peligro a los usuarios. El deterioro del funicular es evidente en la pintura exterior, la cual se ha deteriorado desde su último mantenimiento. A partir de 2012, su mantenimiento se encuentra a cargo del Gobierno chileno, que adquirió el funicular junto a otros nueve con el fin de restaurarlos y ponerlos en funcionamiento nuevamente.

## Descripción

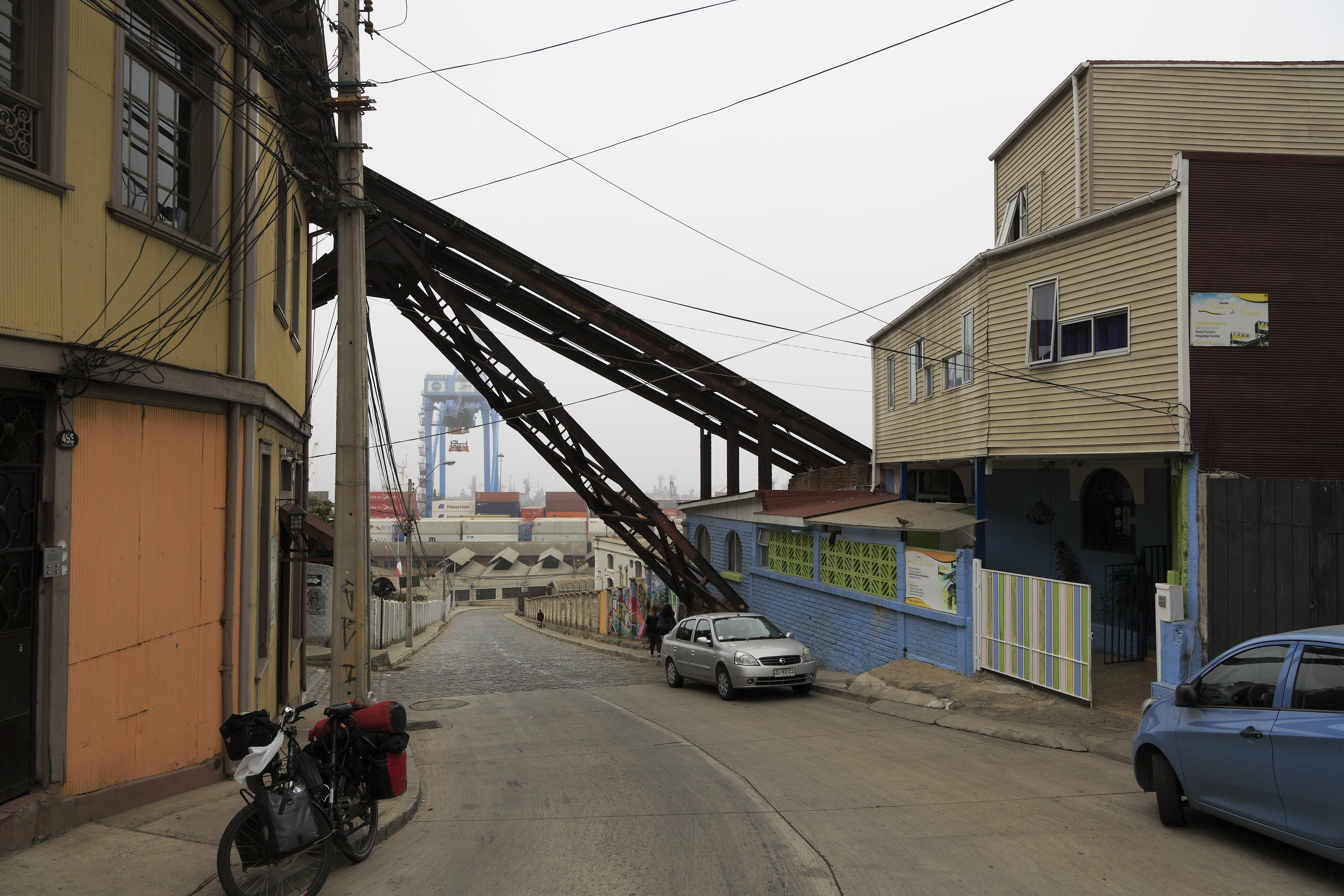
Paso del ascensor por sobre la calle Taqueadero

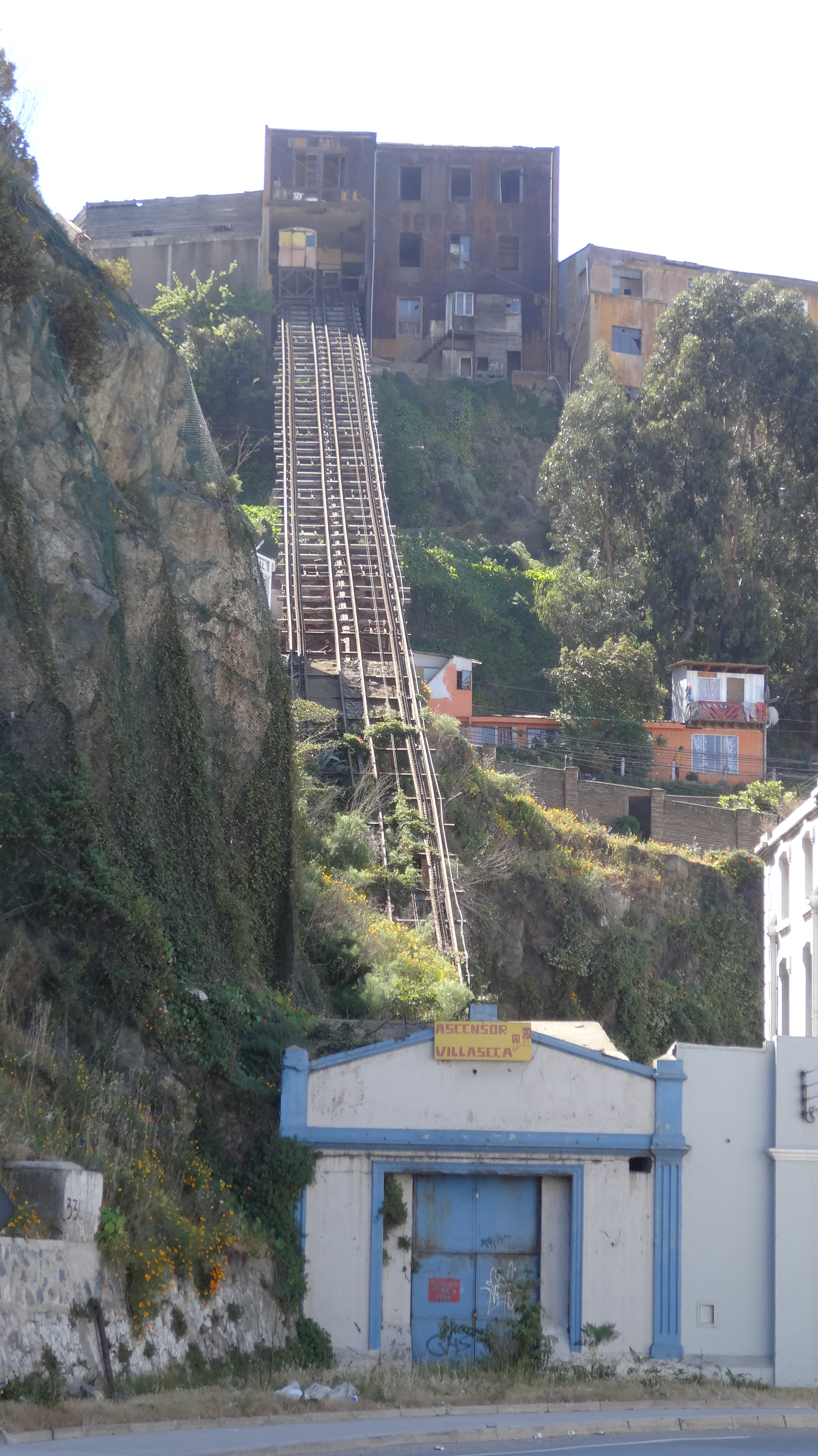
Acceso inferior en 2013

El ascensor conecta el sector sur del Puerto de Valparaíso con el cerro Playa Ancha. La estación inferior se localiza en la calle Antonio Varas. La estación superior finaliza en pleno cerro, en la calle Pedro León Gallo. El colorido de esta estación hace posible que se vea desde la plaza Wheelwright. Posee un estilo arquitectónico típico de Valparaíso, por lo que se asemeja a las casas del sector. Sus rieles están asentados en el mismo cerro, asegurados mediante traviesas, excepto al pasar sobre la calle Taqueadero, donde se eleva. Funciona mediante un motor eléctrico.
El largo del recorrido vertical es de 155 metros y llega a una cota de 59 metros de altura, con una pendiente de 22,4 grados. El terreno ocupado por la pendiente es de 580 m², mientras que en el terreno plano es de 87 m². La estación superior ocupa 707 m² y la inferior 80 m². Posee una capacidad para 50 personas.